# Edifício Júlia Cristianini
O Edifício Júlia Cristianini é um prédio residencial no Centro de São Paulo. Sua construção foi iniciada em 1940 pela A.Giglio Ltda., mas não foi concluída; apesar disso, em 1946 começou a ser habitado. Sua entrada é pela rua General Osório, número 188.
O nome do edifício é uma homenagem a Júlia Cristianini, que loteou a área e construiu o prédio. Ela mesma acompanhou de perto a construção do edifício cujo projeto ficou a cargo da construtora A.Giglio Ltda. O imóvel tem 243 apartamentos e contava com milhares de moradores.
O edifício está em estado de deterioração, com partes da construção caindo nas calçadas do entorno. Por conta da degradação, o prédio recebeu o apelido de Sarajevo, em referência ao epicentro da Guerra da Bósnia. Denúncias sobre o mau estado de conservação do edifício remontam a 1956.
Crimes são reportados no edifício desde os anos 2000, inclusive com o assassinato de um síndico, diversos outros homicídios, tráfico de drogas e tortura.
Ordens de desocupação do prédio foram emitidas em 1993 e 2018, sem resultado. Há risco de incêndio e desabamento.